# Flexografie

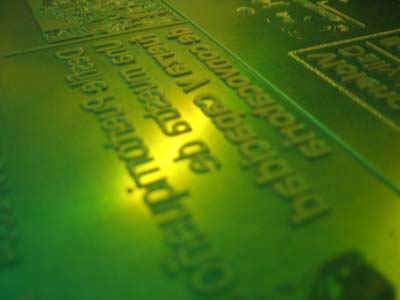
Un clișeu flexografic.

Flexografia este un procedeu de imprimare din categoria tiparului înalt care folosește un clișeu tipografic reliefat din material flexibil. Aceasta este practic o versiune actualizată a imprimării cu zaț, care poate fi utilizată pentru tipărirea pe aproape orice tip de substrat, inclusiv pe plastic, pelicule metalice, celofan și hârtie. Este utilizată pe scară largă pentru imprimarea pe substraturi neporoase necesare pentru diferite tipuri de ambalaje alimentare (este, de asemenea, foarte potrivită pentru imprimarea petelor decorative pe suprafețe mari).